# Кошай (Свердловская область)
Кошай — село в Серовском районе Свердловской области России. Входит в Сосьвинский муниципальный округ.
Ранее село являлось центром Кошайского сельсовета Серовского района.

## География
Кошай находится в северной части области, в 9 км к югу от посёлка Сосьва, на правобережной надпойменной террасе реки Сосьвы, вблизи места впадения в неё реки Неглы.
Абсолютная высота — 78 метров над уровнем моря.

## История
Село было основано около 1600 года и является одним из наиболее старых русских поселений Серовского района.
В «Списке населённых мест Российской империи» 1869 года Кашайское упомянуто как село Верхотурского уезда Пермской губернии, при реке Сосьве, расположенное в 81 версте от уездного города Верхотурья. В селе насчитывалось 53 двора и проживало 338 человек (167 мужчин и 171 женщина).

### Владимирская церковь
В 1860 году было начато строительство деревянного однопрестольного храма, освящённого в 1866 году во имя Владимирской иконы Пресвятой Богородицы с благословения Неофита, Архиепископа Пермского и Верхотурского, иждивением прихожан. Владимирская церковь была закрыта в 1930 году, до настоящего времени не сохранилась (сгорела).

## Население
| 2002 | 2010 | 2021 |
| ---- | ---- | ---- |
| 773  | ↗811 | ↘781 |

Согласно результатам переписи населения 2002 года, русские составляли 95 % из 773 жителей села.

## Транспорт
В 4 км к западу от Кошая находится остановочный пункт 101 км Свердловской железной дороги.